# Wiebe Jannes Formsma
Wiebe Jannes Formsma (Grijpskerk, 25 februari 1903 – Groningen, 19 maart 1999) was een Nederlandse historicus en publicist.
Formsma studeerde geschiedenis aan de universiteit in Amsterdam en de Rijksuniversiteit Groningen. Hij promoveerde in 1930 op De wording van de Staten van Stad en Lande tot 1536.
Hij was achtereenvolgens archiefinspecteur in Overijssel, adjunct-archivaris (chartermeester) bij het Rijksarchief in 's-Hertogenbosch en vanaf 1946 rijksarchivaris in Groningen. In 1968 ging hij met pensioen. Dr. Formsma was van 1946 tot 1981 redacteur van de Groningsche Volksalmanak. Hij publiceerde diverse historische verhandelingen; Onder zijn redactie verscheen onder meer het boek Historie van Groningen. Stad en Land, waarvan het eerste exemplaar in 1976 werd aangeboden aan de commissaris der koningin Edzo Toxopeus.

## Publicaties (selectie)
- 1930 Formsma, W.J. De wording van de Staten van Stad en lande tot 1536, Assen: Van Gorcum & Comp.
- 1938 Formsma, W.J. De Ommelander strijd voor zelfstandigheid in de 16e eeuw (1536-1599), Assen: Van Gorcum
- 1973 Formsma, W.J., Luitjens-Dijkveld Stol R.A., Pathuis, A. De Ommelander Borgen en Steenhuizen, Assen: Van Gorcum
- 1976 Formsma, W.J. e.a. (red) Historie van Groningen. Stad en Land, Groningen: Bouma’s Boekhuis
- 1986 Formsma, W.J. Grijpskerk: De geschiedenis van een Groninger gemeente, Groningen: Wolters-Noordhoff/Forsten
- 1988 Formsma, W.J. Geschiedenis tussen Eems en Lauwers. Opstellen over de Groninger geschiedenis, Assen: Van Gorcum